# اللغة الآيسلندية
اللغة الآيسلندية لغة جرمانية شمالية من آيسلندا. أقرب لغة للآيسلندية هي اللغة الفاروية، وبعض اللهجات النرويجية، وتعتبر الآيسلندية والفاروية والنرويجية من اللغات الإسكندنافية الغربية، بينما تشكل السويدية والدنماركية اللغات الإسكندنافية الشرقية، وجميع هذه اللغات متفرعة من اللغة النوردية.
اللغة الآيسلندية المكتوبة لم تتغير كثيراً منذ القرن 13. لذلك، هناك تقارب كبير بين قواعد اللغة العصرية واللغة النوردية القديمة. متحدثي اللغة العصرية يقرأون القصص القديمة الآيسلندية المكتوبة منذ ما يقارب 800 عام. اللغة الآيسلندية القديمة تعتبر اللغة النوردية القديمة، وهي اللغة الفايكينغ. ينطق بها حوالي 300.000 شخص.
يعيش غالبية الناطقين بالآيسلندية في آيسلندا، وهنالك حوالي 8,165 ناطق بالآيسلندية في الدنمارك، ويتكلمها حوالي 2,655 شخص في الولايات المتحدة الأمريكية، ويتكلمها العديد من الأشخاص في مدينة جيملي Gimli [الإنجليزية] في كندا.
الدستور الآيسلندي لا يعتمد الآيسلندية كلغة رسمية في البلاد. مع ذلك آيسلندا عضو في المجلس الشمالي الذي يستعمل السويدية والنرويجية والدانماركية فقط، ومع ذلك توجد مادة في إتفاقية اللغة النوردية منذ 1987 تذكر بإن مواطني آيسلندا لديهم الفرصة للتحدث الآيسلندية في الهيئات الرسمية في البلدان الشمالية بدون أن يكونوا مسؤولين عن تكاليف الترجمة. وتشمل الاتفاقية الزيارات إلى المستشفيات ومراكز العمل ومكاتب الضمان الاجتماعي والشرطة، وعلى أية حال الاتفاقية ليست مشهورة عند الآيسلنديين، وغالبية الآيسلنديين يتكلمون الإنجليزية بطلاقة، وقد ألزمت البلدان الشمالية أنفسها لتزويد خدمات باللغات المختلفة في الهيئات الرسمية.
معهد آرني ماجنيسون للدراسات الآيسلندية (Árni Magnússon Institute) يعمل كمركز لإبقاء المخطوطات الآيسلندية القديمة من القرون الوسطى، وتهتهم بتدريس الآيسلندية وآدابها، ويدعم صندوق اللغة الآيسلندية النشاطات المقصودة للترويج للغة الآيسلندية، وقد اعتمد منذ 1995، يوم 16 نوفمبر كيوم اللغة الآيسلندية الذي يصادف عيد ميلاد الشاعر الآيسلندي المشهور جوناس هالجريمسون (Jónas Hallgrímsson).

## تاريخ

### الإسكندنافية القديمة

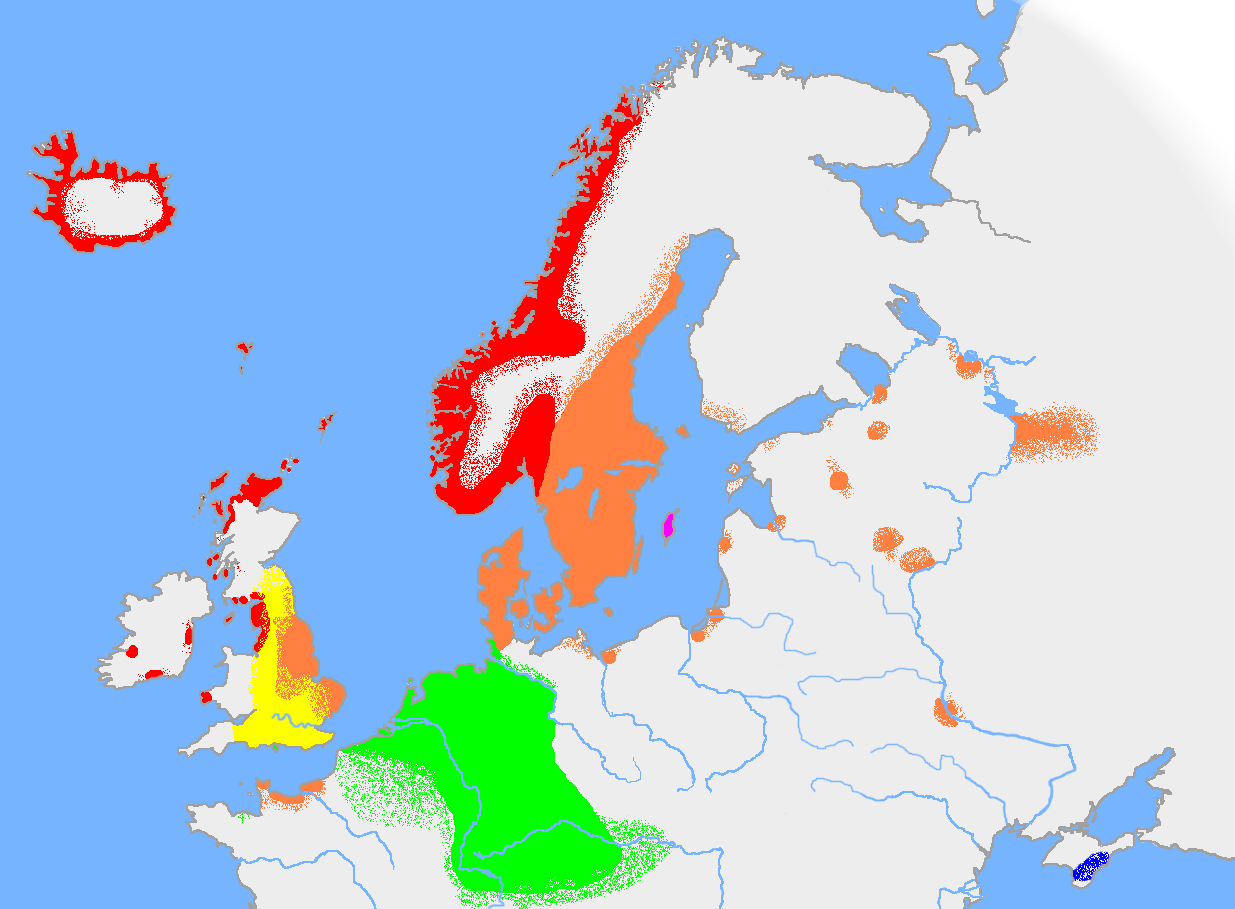
خريطة بتوزيع اللغة الإسكندنافية القديمة ومايرتبط بها من لغات في أوئل القرن العاشر الميلادي.

وفي القرن الثامن خضعت اللغة النوردية (Old Norse) لبعض التغيرات التي نتج عنها ظهور الإسكندنافية القديمة (التي باتت تشكل أصل كل اللغات الإسكندنافية الحديثة قبل تشعبها إلى إسكندنافية قديمة شرقية وأخرى غربية كما أسلفنا).
التي انقسمت إلى لغة إسكندنافية شرقية التي انقسمت فيما بعد إلى الدنماركية والسويدية، وإلى لغة إسكندنافية غربية التي انقسمت إلى النرويجية والآيسلندية والفاروية.

### الآيسلندية القديمة

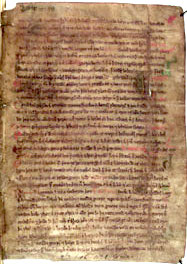
صفحة من Landnámabók

النصوص القديمة المكتوبة بالآيسلندية التي لا تزال محفوظة كتب حوالي عام 1100، الذي كتب في آيسلندا من القرن الثاني عشر فصاعداً، كالقصص القصيرة، وكتابات سنوري سترلوسون (Snorri Sturluson)، والقصائد الإيدايانية (Eddas).
كانت اللغة الآيسلندية القديمة تسمى بلغة عصر القصص، وكانت تعرف بلهجة غربية من اللغة النوردية القديمة (Old Norse). وللحكم الدنماركي لآيسلندا من 1380 إلى 1918 كان له تأثير قليل على تطور اللغة الآيسلندية، وكان استعمال الدنماركية شائعاً بين الآيسلنديين في ذلك الوقت.
وتعتبر اللغة الآيسلندية أكثر قدماً من اللغات الجرمانية الأخرى، مع حدوث تغييرات مهمة في نطق الحروف في اللغة الآيسلندية في الفترة بين القرن الثاني عشر والقرن السادس عشر، كحروف العلة مثلاً:(á, æ, au, y/ý)، طور اللغوي الدنماركي راسموس راسك (Rasmus Rask) الأبجدية الآيسلندية الحديثة في القرن التاسع عشر.
منذ القرن الثالث عشر تغيرت الآيسلندية المكتوبة بنسبة قليلة، كنتيجة لهذا، وللتشابه بين القواعد الحديثة والقديمة في اللغة الآيسلندية، ولا يزال الآيسلنديين في العصر الحديث يفهمون الكتب الآيسلندية القديمة التي كتبت قبل حوالي 800 سنة كالقصص الأصلية والقصائد الإيدايانية (Eddas)، وهذه القدرة في فهم اللغة الآيسلندية القديمة تتفاوت من شخص لآخر.

### الآيسلندية الحديثة

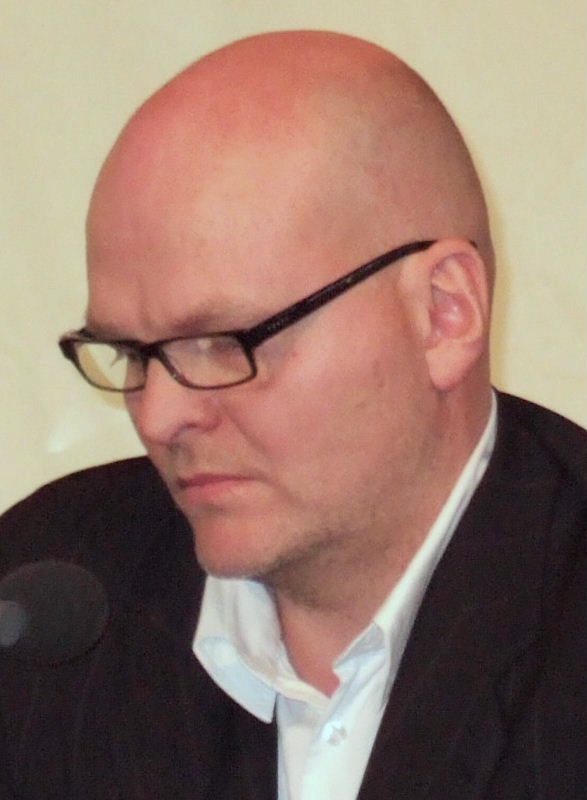
هالجريمر هيلجاسون كاتب آيسلندي مشهور

يتكفل معهد آرني ماجنيسون للدراسات الآيسلندية بنشر اللغة الآيسلندية الحديثة، ويقوم المعهد بالعديد من البحوث المختصة بالآيسلندية والأدب الآيسلندي.
ومن الكتاب المشهورين في الأدب الآيسلندي:
- سنوري سترلسون (Snorri Sturluson)
- هالدور لاكسنس (Halldór Laxness)
- هالجريمر هيلجاسون (Hallgrímur Helgason)
- كريستيان كارلسون (Kristján Karlsson)

## طريقة الكتابة
تستعمل اللغة الآيسلندية الأبجدية اللاتينية مع حروف مميزة أخرى، تشكل ما يعرف الأبجدية الآيسلندية
| الحروف الكبيرة  | الحروف الكبيرة | الحروف الكبيرة | الحروف الكبيرة | الحروف الكبيرة | الحروف الكبيرة | الحروف الكبيرة | الحروف الكبيرة | الحروف الكبيرة | الحروف الكبيرة | الحروف الكبيرة | الحروف الكبيرة | الحروف الكبيرة | الحروف الكبيرة | الحروف الكبيرة | الحروف الكبيرة | الحروف الكبيرة | الحروف الكبيرة | الحروف الكبيرة | الحروف الكبيرة | الحروف الكبيرة | الحروف الكبيرة | الحروف الكبيرة | الحروف الكبيرة | الحروف الكبيرة | الحروف الكبيرة | الحروف الكبيرة | الحروف الكبيرة | الحروف الكبيرة | الحروف الكبيرة | الحروف الكبيرة | الحروف الكبيرة |
| --------------- | -------------- | -------------- | -------------- | -------------- | -------------- | -------------- | -------------- | -------------- | -------------- | -------------- | -------------- | -------------- | -------------- | -------------- | -------------- | -------------- | -------------- | -------------- | -------------- | -------------- | -------------- | -------------- | -------------- | -------------- | -------------- | -------------- | -------------- | -------------- | -------------- | -------------- | -------------- |
| A               | Á              | B              | D              | Ð              | E              | É              | F              | G              | H              | I              | Í              | J              | K              | L              | M              | N              | O              | Ó              | P              | R              | S              | T              | U              | Ú              | V              | X              | Y              | Ý              | ثورن           | Æ              | Ö              |
| الحروف الصغيرة) |                |                |                |                |                |                |                |                |                |                |                |                |                |                |                |                |                |                |                |                |                |                |                |                |                |                |                |                |                |                |                |
| a               | á              | b              | d              | ð              | e              | é              | f              | g              | h              | i              | í              | j              | k              | l              | m              | n              | o              | ó              | p              | r              | s              | t              | u              | ú              | v              | x              | y              | ý              | þ              | æ              | ö              |

## كلمات آيسلندية
في هذا الجدول بعض الكلمات الإنجليزية مع مرادفها بالآيسلندية، مع صوت للكلمة بالآيسلندية مقارنة بالإنجليزية.
| كلمة إنجليزية | كلمة آيسلندية | المقارنة |
| ------------- | ------------- | -------- |
| apple         | epli          | listen ⓘ |
| book          | bók           | listen ⓘ |
| high/hair     | hár           | listen ⓘ |
| house         | hús           | listen ⓘ |
| mother        | móðir         | listen ⓘ |
| night         | nótt          | listen ⓘ |
| stone         | steinn        | listen ⓘ |
| that          | það           | listen ⓘ |
| word          | orð           | listen ⓘ |